# Antonin Koutouan
Antonin Koutouan (ur. 11 listopada 1983 r.) – piłkarz z Wybrzeża Kości Słoniowej, reprezentant kraju grający na pozycji napastnika.

## Kariera klubowa
Od 1998 szkolił się w szkółce piłkarskiej ASEC Mimosas. Podczas sezonu 2002-2003 grał w KSK Beveren.
W 2003 roku podpisał kontrakt z FC Lorient. Rozegrał 25 meczów i zdobył 8 goli w Ligue 2. 1 lipca 2004 roku podpisał z pierwszoligowym Al-Wahda. 31 lipca 2005 roku podpisał z pierwszoligowym Grenoble Foot 38. Rozegrał 9 meczów i zdobył 1 gol w Ligue 2. 2 marca 2006 roku podpisał z pierwszoligowym Al-Jazira. 6 lipca 2011 roku przeszedł na zasadzie wypożyczenia do Al-Arabi SC.
31 stycznia 2013 roku podpisał kontrakt z FC Lorient.
| Sezon   | Klub               | Kraj                         | Rozgrywki      | Mecze | Bramki | Rozgrywki Europy | Mecze | Bramki |
| ------- | ------------------ | ---------------------------- | -------------- | ----- | ------ | ---------------- | ----- | ------ |
| 2002/03 | KSK Beveren        | Belgia                       | Jupiler League | 0     | 0      | –                | –     | –      |
| 2003/04 | FC Lorient         | Francja                      | Ligue 2        | 25    | 8      | –                | –     | –      |
| 2004/05 | Al-Wahda           | Zjednoczone Emiraty Arabskie | UAE League     | ?     | ?      | –                | –     | –      |
| 2005/06 | Grenoble Foot      | Francja                      | Ligue 2        | 9     | 1      | –                | –     | –      |
| 2006/07 | Al-Jazira          | Zjednoczone Emiraty Arabskie | UAE League     | ?     | ?      | –                | –     | –      |
| 2007/08 | Al-Jazira          | Zjednoczone Emiraty Arabskie | UAE League     | ?     | ?      | –                | –     | –      |
| 2008/09 | Al-Jazira          | Zjednoczone Emiraty Arabskie | UAE League     | ?     | ?      | –                | –     | –      |
| 2009/10 | Al-Jazira          | Zjednoczone Emiraty Arabskie | UAE League     | ?     | ?      | –                | –     | –      |
| 2010/11 | Al-Jazira          | Zjednoczone Emiraty Arabskie | UAE League     | ?     | ?      | –                | –     | –      |
| 2010/11 | Al-Arabi SC (wyp.) | Katar                        | QSL            | 2     | 0      | –                | –     | –      |
| 2011/12 | Baniyas SC         | Zjednoczone Emiraty Arabskie | UAE League     | 9     | 4      | –                | –     | –      |
| 2012/13 | FC Lorient         | Francja                      | Ligue 1        | 0     | 0      | –                | –     | –      |
| 2013/14 | FC Lorient         | Francja                      | Ligue 1        | 0     | 0      | –                | –     | –      |

Stan na: 13 czerwca 2013 r.

## Kariera reprezentacyjna
Karierę reprezentant kraju rozpoczął w 2001 roku.